# Malacoplaquia

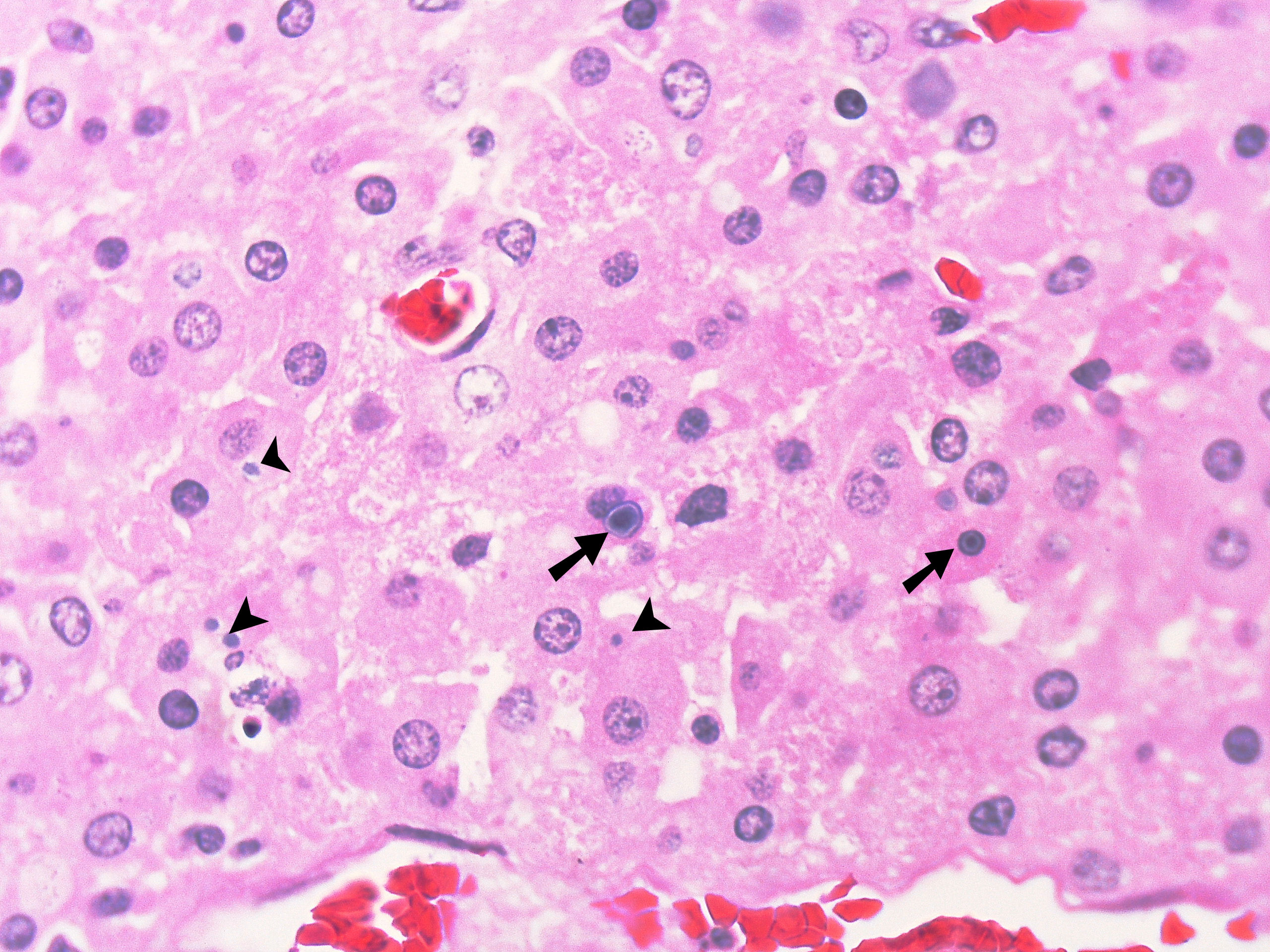
La malakoplakia, una afección a menudo asociada con la inmunodeficiencia y caracterizada por una función anormal de los macrófagos, consiste en láminas de histiocitos grandes en respuesta a una infección bacteriana. Representa una respuesta inflamatoria relativamente ineficaz debido a la persistencia de bacterias y/o productos de degradación bacteriana dentro de los histiocitos. En los pulmones casi siempre es causada por una infección por Rhodococcus equi, pero puede ser causada por otras bacterias. La malakoplakia es morfológicamente muy similar a la infección por el complejo Mycobacterium avium en pacientes con SIDA y a la enfermedad de Whipples y la lepra lepromatosa. La característica distintiva y diagnóstica de la malacoplasia es la presencia de pequeñas estructuras intracelulares calcificadas concéntricamente llamadas cuerpos de Michaelis-Gutman (cuerpos MG). Los cuerpos de MG también contienen hierro teñible. También pueden estar presentes calcificaciones intracitoplasmáticas que no tienen la apariencia típica de los cuerpos de MG. Las flechas indican los cuerpos típicos de Michaelis-Gutman (cuerpos MG) con una apariencia de "ojo de buey". Las puntas de flecha apuntan a calcificaciones intracelulares que no son cuerpos de MG pero que probablemente estén relacionadas con ellos.

La malacoplaquia es una enfermedad  inflamatoria granulomatosa caracterizada por la aparición de placas amarillentas formadas de macrófagos llenos de lípidos, linfocitos y células multinucleadas. El término deriva de la combinación de las palabras griegas malakos «blando» y plax «placa».